# Filme Demência
Filme Demência é um filme brasileiro de 1986 dirigido por Carlos Reichenbach. O roteiro, do próprio diretor e do crítico Inácio Araújo, foi inspirado na peça Fausto, de Goethe. Em novembro de 2015 o filme entrou na lista feita pela Associação Brasileira de Críticos de Cinema (Abraccine) dos 100 melhores filmes brasileiros de todos os tempos.

## Sinopse
A falência da pequena fábrica de cigarros que herdara do pai deixa Fausto sentindo-se derrotado. Vendo ruir também sua vida matrimonial, refugia-se em fantasias em que imagina um lugar (Miraceli) e uma menina (Margarida) que simboliza sua infância longínqua. Quando sua mulher não o suporta mais, ele pega um revólver e mergulha na noite da metrópole, onde conhece vários personagens.

## Elenco
Em ordem de créditos
- Ênio Gonçalves.... Fausto
- Emílio Di Biasi.... Mefisto
- Imara Reis.... Doris
- Fernando Benini.... Wagner
- Rosa Maria Pestana .... Mércia
- Orlando Parolini .... Honduras
- Alvamar Taddei
- Benjamin Cattan
- Vanessa Alves
- Renato Master.... Dr. Gildo Lobo
- Roberto Miranda.... Dr. José Carlos Barata
- Cláudio Willer
- Valeska Canoletti
- Júlio Calasso (como Júlio Calasso Jr.)
- Carina Cooper
- John Doo
- Liana Duval
- Jairo Ferreira
- Kátia Lopes
- Carlos Reichenbach.... homem no banheiro público
- Wilson Sampson
- Benê Silva

## Prêmios e indicações
Festival de Gramado (1986)
- Vencedor (Kikito de Ouro) nas categorias:

Melhor Direção
Melhor Montagem (Eder Mazzini)
Melhor Ator Coadjuvante (Emílio Di Biasi)
Melhor Atriz Coadjuvante (Imara Reis)
Prêmio da crítica: Carlos Reichenbach
- Indicado na categoria Melhor Filme

Rio Cine Festival (1987)
- Vencedor nas categorias:

Melhor Ator (Ênio Gonçalves)
Melhor trilha sonora
Festival de Roterdã (1987)
- Prêmio Filme inovador do ano